# Yosano
Yosano (与謝野町, Yosano-chō) est un bourg du district de Yosa, dans la préfecture de Kyoto, au Japon.

## Géographie

### Démographie
Au 1er décembre 2014, la population de Yosano s'élevait à 23 339 habitants répartis sur une superficie de 107,04 km2.

### Hygrographie
Le bourg de Yosano est traversé du sud au nord par le fleuve Noda (ja) qui se jette dans la baie de Miyazu.

## Histoire
Le bourg de Yosano a été fondé le 28 février 2006 en regroupant les trois bourgs de Kaya, Iwataki et Nodagawa.

## Transports
Le bourg est desservi par la gare de Yosano, sur la ligne Miyatoyo exploitée par Kyoto Tango Railway.